# Xanthoperla curta
Xanthoperla curta är en bäcksländeart som först beskrevs av Robert McLachlan 1875.
Xanthoperla curta ingår i släktet Xanthoperla och familjen blekbäcksländor. Inga underarter finns listade i Catalogue of Life.